# Байкушева мура
Байкушевата мура е важен екземпляр от вида черна мура (Pinus heldreichii).

## Описание
Наречена е на името на лесовъда Константин Байкушев, който през 1897 година открива и описва този екземпляр. Намира се в планината Пирин в България на 1930 метра надморска височина. Разположена е в близост до хижа Бъндерица до пътя от Банско за хижа „Вихрен“. Възрастта ѝ се оценява на повече от 1300 години, което я прави най-старото иглолистно дърво в страната. Приблизителните ѝ размери са: височина 26 m, диаметър 2,48 m и обиколка 7,80 m.